# Katarina Zavacká
Katarina Zavacká (ukrajinsky: Катаріна Віталіївна Завацька, Katarina Vitalijivna Zavacka, * 5. února 2000 Luck) je ukrajinská profesionální tenistka. Ve své dosavadní kariéře na okruhu WTA Tour nevyhrála žádný turnaj. V rámci okruhu ITF získala šest titulů ve dvouhře a dva ve čtyřhře.
Na žebříčku WTA byla ve dvouhře nejvýše klasifikována v únoru 2020 na 103. místě a ve čtyřhře pak v červnu 2021 na 337. místě. Připravuje se v Cannes a Paříži. Trénuje ji Mislav Hizak.
V juniorském tenise si zahrála čtvrtfinále na French Open 2016. Na juniorském kombinovaném žebříčku ITF nejvýše figurovala v červenci 2016 na 13. místě.
V ukrajinském týmu Billie Jean King Cupu debutovala v roce 2020 talinnským základním blokem I. skupiny zóny Evropy a Afriky proti Bulharsku, v němž s Lesjou Curenkovou vyhrály čtyřhru. Ukrajinky zvítězily 3:0 na zápasy. Do dubna 2023 v soutěži nastoupila ke čtyřem mezistátním utkáním s bilancí 2–1 ve dvouhře a 2–1 ve čtyřhře.

## Tenisová kariéra

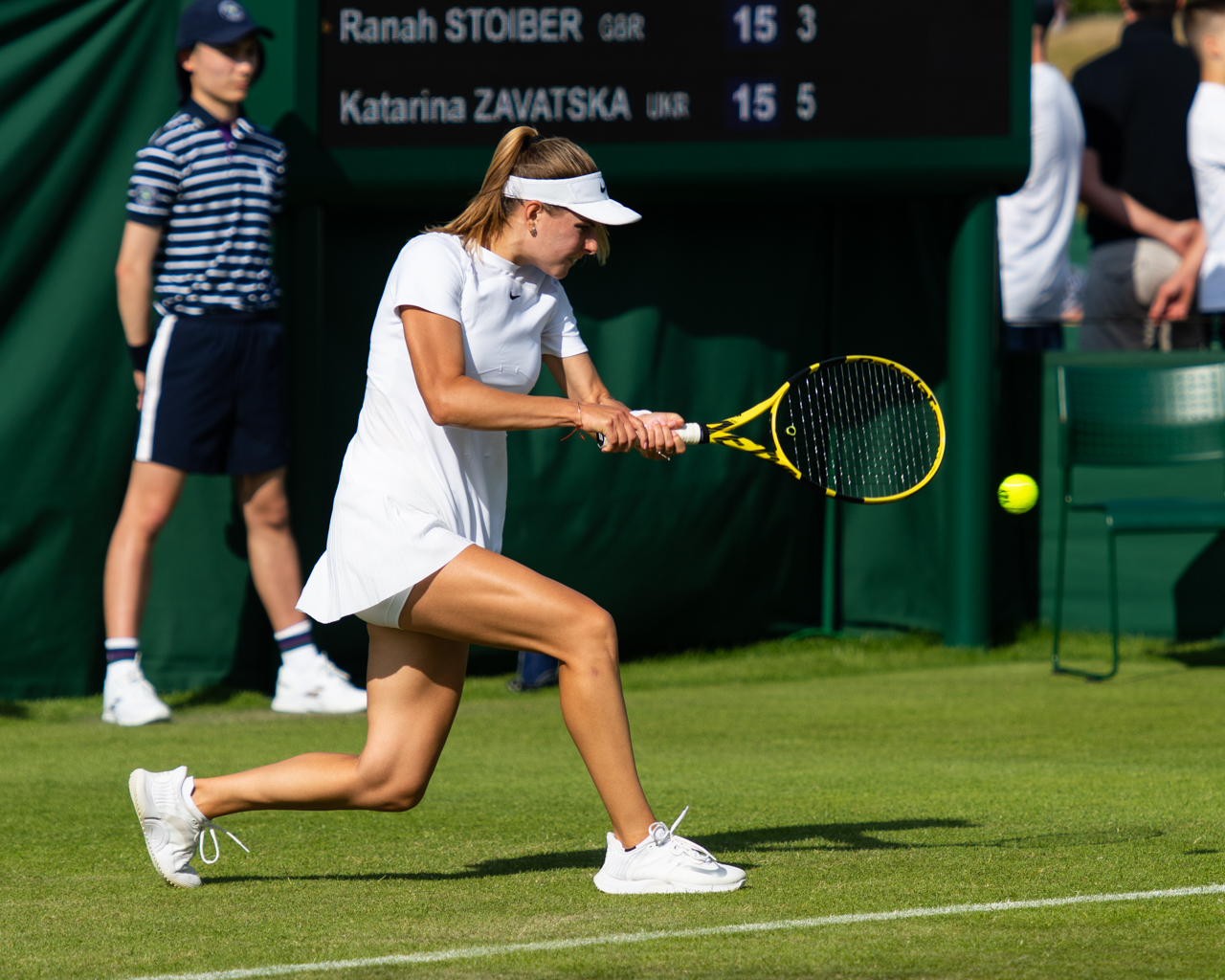
Bekhend v kvalifikaci Wimbledonu 2022

V rámci hlavních soutěží událostí okruhu ITF debutovala v červnu 2015, když na turnaji v gruzínském Telavi s dotací 10 tisíc dolarů postoupila z kvalifikace. Soutěží prošla bez porážky a ve finále přehrála svou deblovou spoluhráčku, Francouzku Julii Razafindranalyovou ve dvou setech.
Na okruhu WTA Tour debutovala únorovým Malaysian Open 2017 v Kuala Lumpuru, když jako 562. hráčka žebříčku získala divokou kartu. Na úvod dvouhry podlehla polské tenistce Magdě Linetteové z konce první světové stovky. Prvního vítězného zápasu i čtvrtfinále dosáhla na dubnovém Grand Prix SAR La Princesse Lalla Meryem 2018 v Rabatu. Po výhrách nad Maročankou Diae El Jardiovou a Rumunkou Alexandrou Dulgheruovou skončla na raketě světové šedesátky Sie Šu-wej z Tchaj-wanu. Do semifinále poprvé postoupila přes Rusku Annu Kalinskou na antukovém Tashkent Open 2019. Mezi poslední čtveřicí hráček však získala jen tři gemy na rumunskou devadesátou šestou ženu klasifikace Soranu Cîrsteaovou.
Na WTA Tour 2019 odehrála nejdelší zápas ročníku, když v úvodním kole kantonského Guangzhou International Women's Open 2019 porazila za 3:27 hodiny Francouzku Fionu Ferreovou poměrem 5–7, 7–6 a 6–4. Další dlouhou bitvu, trvající 3:13 hodiny, prohrála v kvalifikaci newyorského Western & Southern Open 2020 s Belgičankou Kirsten Flipkensovou. Debut v hlavní soutěži nejvyšší grandslamové kategorie přišel po pětiměsíční koronavirové přestávce v ženském singlu US Open 2020. V úvodním kole nenašla recept na kazachstánskou jedenáctou nasazenou Jelenu Rybakinovou, na níž získala pouze tři hry.

## Finále na okruhu ITF
| Dotace turnajů okruhu ITF | Dotace turnajů okruhu ITF |
| ------------------------- | ------------------------- |
| 100 000 $ tournaments     | 80 000 $ tournaments      |
| 60 000 $ tournaments      | 40 000 $ tournaments      |
| 25 000 $ tournaments      | 15 000 $ tournaments      |
| 10 000 $ tournaments      | —                         |

### Dvouhra: 13 (6–7)
| Stav       | č. | datum         | turnaj                 | povrch     | soupeřka ve finále            | výsledek      |
| ---------- | -- | ------------- | ---------------------- | ---------- | ----------------------------- | ------------- |
| Vítězka    | 1. | červen 2015   | Telavi, Gruzie         | antuka     | Julie Razafindranalyová       | 6–1, 7–5      |
| Vítězka    | 2. | srpen 2015    | Šarm aš-Šajch, Egypt   | tvrdý      | Ola Abou Zekryová             | 2–6, 6–2, 6–3 |
| Finalistka | 1. | říjen 2016    | Pula, Itálie           | antuka     | Vanda Lukácsová               | 6–0, 1–6, 2–6 |
| Vítězka    | 3. | březen 2017   | Pula, Itálie           | antuka     | Chloé Paquetová               | 6–1, 6–3      |
| Finalistka | 3. | září 2017     | Dunakeszi, Maďarsko    | antuka     | Dajana Jastremská             | 0–6, 1–6      |
| Vítězka    | 4. | březen 2018   | Amiens, Francie        | antuka (h) | Eléonora Molinarová           | 6–1, 6–2      |
| Finalistka | 4. | duben 2018    | Wiesbaden, Německo     | antuka     | Kathinka von Deichmannová     | 3–6, 2–6      |
| Finalistka | 4. | září 2018     | Budapešť, Maďarsko     | antuka     | Iga Świąteková                | 2–6, 2–6      |
| Finalistka | 5. | září 2018     | Saint-Malo, Francie    | antuka     | Ljudmila Samsonovová          | 0–6, 2–6      |
| Finalistka | 6. | duben 201     | Wiesbaden, Německo     | antuka     | Barbora Krejčíková            | 4–6, 6–7(2–7) |
| Vítězka    | 5. | červenec 2019 | Biella, Itálie         | antuka     | Majar Šarífová                | 6–1, 6–3      |
| Vítězka    | 6. | červenec 2019 | Contrexéville, Francie | antuka     | Ulrikke Eikeriová             | 6–4, 6–4      |
| Finalistka | 7. | říjen 2022    | Loulé, Portugalsko     | tvrdý      | Victoria Jiménez Kasintsevová | 1–6, 4–6      |

### Čtyřhra (2 tituly)
| Č. | datum      | turnaj                   | povrch | spoluhráčka      | poražené Vítězka                          | výsledek              |
| -- | ---------- | ------------------------ | ------ | ---------------- | ----------------------------------------- | --------------------- |
| 1. | duben 2022 | Záhřeb, Chorvatsko       | antuka | Anastasia Dețiuc | Irina Chromačovová Lina Gjorčeská         | 6–4, 6–7(5–7), [11–9] |
| 2. | říjen 2022 | San Sebastián, Španělsko | antuka | Aliona Bolsovová | Ángela Fita Boludová Guiomar Maristanyová | 1–2skreč              |